# مدفع رمضان في القدس
مدفع رمضان في القدس يقع وسط بقيع الساهرة أو مقبرة المجاهدين في شارع صلاح الدين في القدس، بالقرب من باب الساهرة والسور الشمالي في البلدة القديمة، وما زال يعد من أبرز مظاهر شهر رمضان والصيام في المدينة المقدسة، ومن المعالم التاريخية والإسلامية بالقدس.

## التاريخ
- يتربع المدفع الرمضاني في مكان مرتفع على إحدى التلال القريبة من البلدة القديمة، وسط القبور المتراصة داخل المقبرة الإسلامية في مدينة القدس.[4]
- كانت عائلة صندوقة تشتهر منذ العهد التركي بإطلاق مدفع رمضان في الإفطار والإمساك، وما زالت تتوارث هذه المهمة.[5]
- يسمع مدفع رمضان في كافة المناطق القريبة من البلدة القديمة والمسجد الأقصى المبارك.[6][7]
- في ستينيات القرن الماضي استبدلت الحكومة الأردنية المدفع العثماني القديم بآخر يستخدم حالياً، في حين نُقل المدفع العثماني إلى المتحف الإسلامي في المسجد الأقصى.[8]